# Ringsted
El municipi de Ringsted és un municipi danès situat al centre de l'illa de Sjælland i abastant una superfície de 295 km². Amb la Reforma Municipal Danesa del 2007 va passar a formar part de la Regió de Sjælland, però no va ser afectat territorialment.
La ciutat més important i la seu administrativa del municipi és Ringsted (20.575 habitants el 2009). Altres poblacions del municipi són:
- Jystrup
- Gyrstinge
- Ørslev
- Kværkeby Stationsby
- Kværkeby
- Nordrup
- Ortved
- Vigersted
- Vetterslev
- Høm
- Sneslev
- Farendløse
- Fjællebro

## Consell municipal
Resultats de les eleccions del 18 de novembre del 2009:
| Partit                       | vots | % vots |
| ---------------------------- | ---- | ------ |
| Socialdemokratiet            | 4413 | 27,6   |
| Det Radikale Venstre         | 798  | 5,0    |
| Det Konservative Folkeparti  | 1041 | 6,5    |
| Socialistisk Folkeparti      | 1922 | 12,0   |
| Liberal Alliance             | 281  | 1,8    |
| Dansk Folkeparti             | 2258 | 14,1   |
| Liberal-Socialisterne        | 4    | 0,0    |
| Venstre                      | 4782 | 29,9   |
| Enhedslisten - De Rød-Grønne | 484  | 3,0    |

### Alcaldes
| Alcalde                | Període               | Partit  |
| ---------------------- | --------------------- | ------- |
| Niels Ulrich Hermansen | 1-1-2007 a 31-12-2009 | Venstre |
|                        | 1-1-2010 a 31-12-2013 |         |